# Свиш

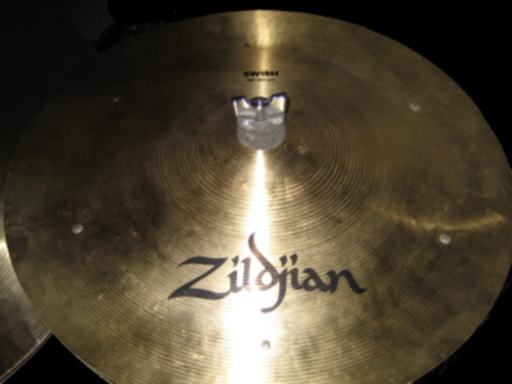
Тарелка свиш

Свиш (англ. Swish cymbal; от слова swish — «шуршаще-свистящий звук» и Пэнг, англ. pang cymbal; pang дословно означает «болевой приступ», имеется в виду резкий и громкий удар) — особый вид тарелок типа райд, первоначально разработанный в ходе сотрудничества между Джином Крупой и Avedis Zildjian Company.
Первоначально производились исключительно фирмой Zildjian, затем в 1970-е годы на какое-то время свиш- и пэнг-тарелки исчезли из их каталога, но затем появились вновь. Другие производители также предлагают свои образцы свиш- и пэнг-тарелок время от времени. Типичные размеры — от 16 до 22 дюймов для свиша, и от 16 до 20 дюймов для пэнга.
Фирма Zildjian в настоящее время производит Swish Knocker, который является усовершенствованной моделью их оригинальной свиш-тарелки с большим числом заклёпок, более глубоким наклоном (deeper bow) и мелким куполом (shallower bell), основанный на разновидности тарелок, популяризированных Мел Льюисом, который и придумал для них название knocker.
У свиш-тарелки более высокий, но «блеклый» тон, у пэнга — ниже, но звонче — ближе к колокольному перезвону. Это различие подчёркивается тем, что свиш, как правило, продаётся с заклёпками, как тарелки сиззл, в то время как пэнг-тарелки продаются без заклёпок. Однако некоторые барабанщики удаляют заклёпки из свиша, или добавляют их в пэнг, чтобы создать промежуточное звучание.
Свиш- и пэнг-тарелки иногда рассматриваются как разновидность тарелок чайна, отличающихся мягким концом спектра. Как Zildjian, так и другие производители выпускали под общим наименованием чайна тарелки, которые являлись свишем и пэнгом во всём, кроме названия. Ufip производит тарелки «swish china» размером 16, 18, 20 и 22 дюйма.

## Примеры
- Zildjian 16" A Custom Rezo Pang[7]
- Ufip 18" Extstatic Swish China[6]
- Dream 20" Pang[8]
- Zildjian 22" A Swish Knocker[4]